# Ложечкин, Михаил Павлович
Ложечкин Михаил Павлович (6 ноября (24 октября) 1905 — 5 сентября 1957) — геолог, кандидат геолого-минералогических наук, председатель Государственной комиссии по запасам полезных ископаемых при Совете Министров СССР.

## Биография
Ложечкин Михаил Павлович родился 6 ноября (24 октября) 1905 года. Учился в Московской горной академии, в 1930 году член деканата геологоразведочного факультета Московской горной академии. В 1930 году закончил Московский геолого-разведочный институт. После окончания института — сотрудник Всесоюзного института минерального сырья, в 1937-40 гг. — Института геологических наук АН СССР. С 1943 по 1949 год работал в канцелярии Совета Министров СССР, затем, с 1 июля 1954 года и до своей смерти — председатель Государственной комиссии по запасам полезных ископаемых при Совете Министров СССР.
Важное практическое значение имели выполненные им в начале 30-х годов работы, посвященные геологии золоторудных и редкометалльных месторождений Урала. Позже активно работал в Синьцзяне (КНР). 26 октября 1940 г. за подписью Молотова и Сталина вышло Постановление СНК СССР и ЦК ВКП(б) «О разведке и добыче олова в Синьцзяне», согласно которому Ложечкин Михаил Павлович назначался главным геологом образуемого Управления концессией по поискам, разведке и эксплуатации месторождений олова в Синьцзяне.
Кандидат геолого-минералогических наук, читал курс петрографии изверженных пород в МГРИ.
Скончался 5 сентября 1957 года, похоронен на Новодевичьем кладбище.

## Признание
Награждён орденами Трудового Красного Знамени, Знак Почёта, медалями.

## Семья
Жена: Тавлеева Серафима Михайловна (1903—1975)

## Избранные труды
- Ложечкин М. П. Карабашское месторождение медистого золота // Тр. Урал.фил. АН СССР. 1935. вып.4
- Ложечкин М. П. Золоторудное месторождение, связанное с асбестово-доломитовыми жилами в серпентинитах Крестовой горы (Южный Урал, Соймоновская долина) // Минерал, сырье. 1936. № 6. С. 31-41.
- Ложечкин М. П. Новые данные о химическом составе «медистого» золота // Докл. АН СССР. 1939. Т. 24. № 5. С. 454—457